# Rione Santa Caterina
Il rione di Santa Caterina è uno dei 21 rioni, borghi e comuni partecipanti al palio di Asti.

## La sua storia

### Le origini
L'origine del rione si snoda attorno alla romanica Torre Rossa situata a sud-ovest della città. La base della torre è un magnifico esempio d'architettura classica "poligonale a sedici lati", di epoca augustea (30 a.C.-14 a.C.).
Una delle teorie sul nome della torre è quella che lo fa derivare dalla famiglia  De Rubeis che in epoca medioevale possedeva le case attorno ad essa.
 Annessa alla torre intorno all'anno mille, in omaggio alla credenza popolare secondo la quale san Secondo fu tenuto qui prigioniero, venne edificata una chiesa a lui intitolata che durò fino al 1732, quando venne demolita per costruirne una nuova, l'attuale chiesa di Santa Caterina.
Quando fu edificata la prima chiesa annessa alla torre rossa nell'anno 1070 fu sottoposta al monastero di Fruttuara e, in quel medesimo anno, la chiesa fu arricchita dall'annesso monastero dei benedettini.
È probabile che in questo periodo si sia pensato di ricostruire, secondo il gusto del tempo, la parte superiore della torre (XI - XII secolo).

Chiesa di Santa Caterina e Torre Rossa

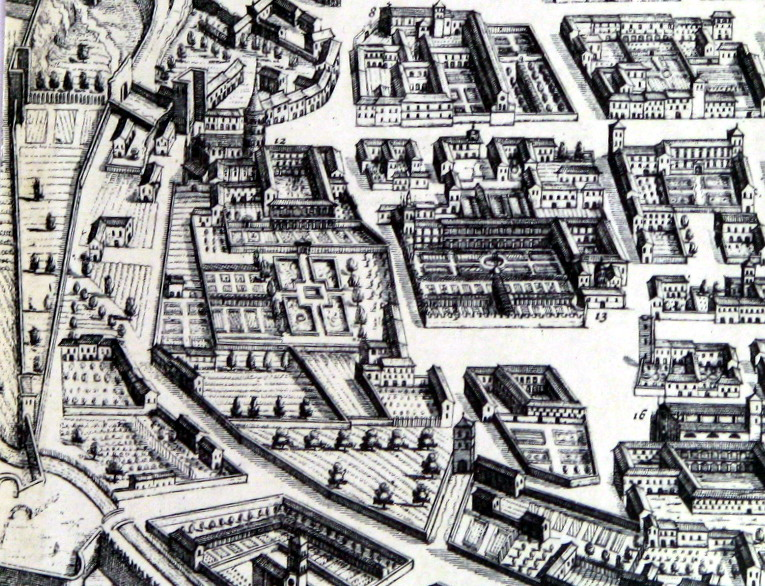
Il rione Santa Caterina nel 1600, dal Theatrum Statuum Sabaudiae

 A quel tempo Asta, in seguito alla costruzione della cattedrale, si sviluppò e prosperò più intensamente nella sua parte occidentale, dove si era sviluppato anche il rione di Santa Caterina.

### La seconda cerchia di mura
Secondo un documento del 1310 nel testamento di Guglielmo Ventura fu disposto che nel giorno della sua sepoltura si suonassero le campane delle chiese di sette quartieri diversi.
 Questo documento rivela che oltre al borgo di Santa Caterina erano sorti anche quello della cattedrale, San Marco, San Martino, San Quirico, Santa Maria Nuova e San Pietro.
Lo sviluppo urbanistico e demografico del rione fece sì che le abitazioni si svilupparono anche fuori dalla primitiva cerchia delle mura. Quando nel XIV secolo gli astigiani eressero a sud una seconda cerchia di mura fortificata quasi parallela alla prima, che partendo da ovest andava nuovamente a congiungersi ad est al Castel Vecchio, anche questa zona venne inglobata nella città prendendo il nome di borgo San Marco.

### Il borgo dei S.S. Apostoli e il priorato di San Secondo
Con la seconda cerchia rimaneva però escluso un sobborgo del rione di Santa Caterina, quello dei S.S. Apostoli che rimaneva tagliato in due dal Borbore.
Verso il 1541 l'esercito imperiale di Carlo V rovinò completamente la chiesa, l'abbazia e lo stesso borgo dei Santi Apostoli; in quell'occasione la cura delle anime venne affidata alla chiesa di  San Secondo della Torre Rossa.
Nel 1555 la chiesa di San Secondo della Torre Rossa passò ai padri servi di Maria e nel 1604 il priorato divenne commenda dell'Ordine dei santi Maurizio e Lazzaro; la parrocchia però continuò ad essere amministrata dai padri serviti.
Nel 1613 fu investito della commenda il cavalier  Maurizio Domenico Coardo, il quale nel 1618 fece erigere sull'altare, posto al fondo della Torre Rossa, la statua marmorea di san Secondo, presente tuttora.

### La nuova chiesa di Santa Caterina
Come già evidenziato, nel 1732 la vecchia chiesa venne demolita e riedificata nel 1773 su disegno del Ferroccio con il titolo di Santa Caterina Vergine Martire. I serviti poterono però amministrare per poco tempo la parrocchia perché nel 1801, per decreto del governo repubblicano francese, vennero con gli altri ordini religioni soppressi e privati dei loro beni; dal 1849 al 1850 la parrocchia fu conferita dall'Ordine mauriziano ai minori osservanti di San Francesco.

### Il novecento
Il Novecento iniziava con una guerra e l'industria premette il pedale così che intorno all'anno 1920 nacque nel Rione una piccola officina per la fabbricazione delle macchine e delle attrezzature per l'industria dei laterizi, la vecchia ditta "Morando e figli".
Dopo la seconda guerra mondiale, la gente del rione riuscì a uscire dalla crisi del primo dopoguerra con lo sviluppo del piccolo commercio che ne caratterizza tuttora l'attività. 

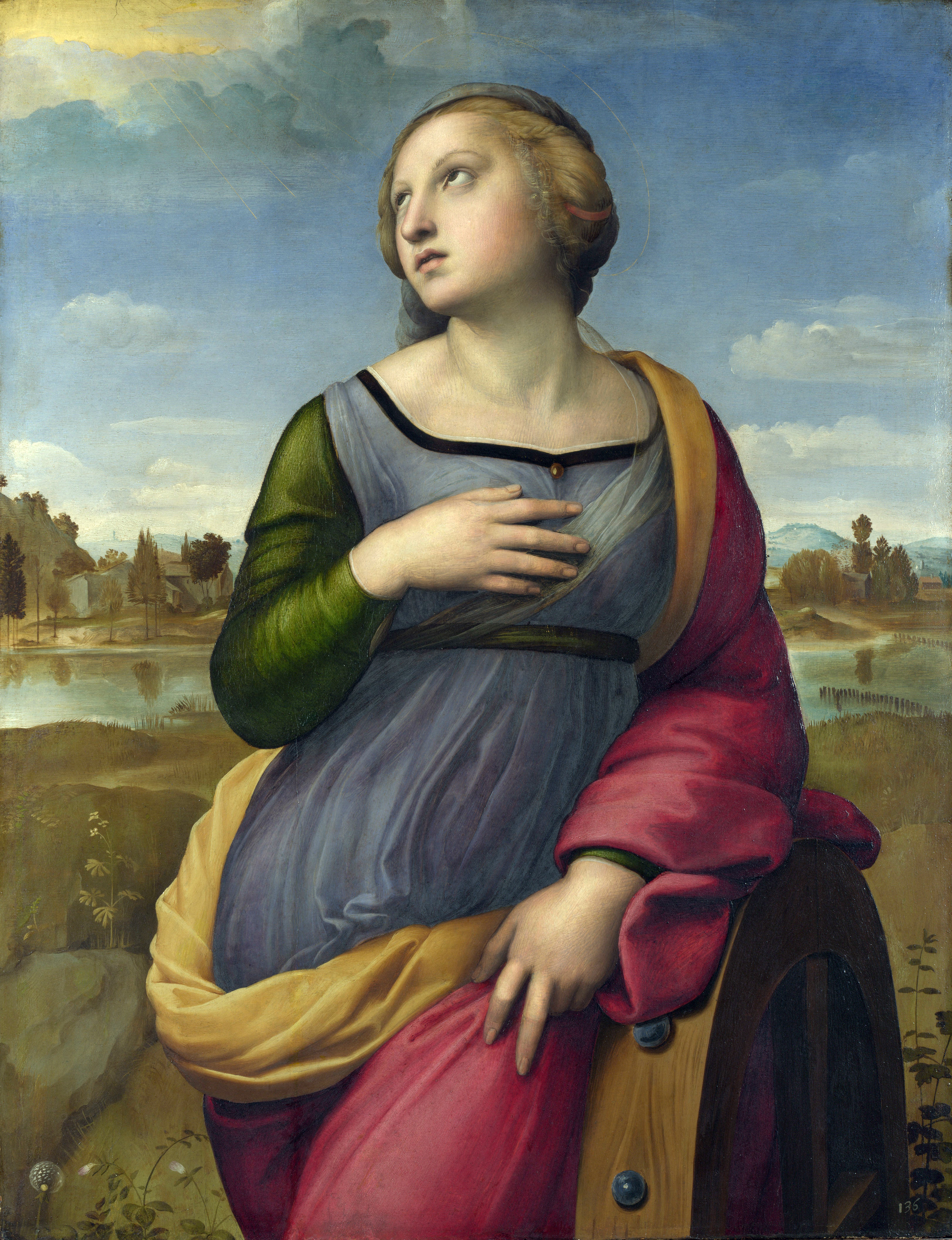
Caterina di Alessandria con la ruota del martirio. Raffaello (1508)

## Iconografia e araldica
Nel Cinquecento, ogni borgo della città di Asti aveva al suo interno una Società, retta da un Capitano. Questo, nelle sue uscite pubbliche, doveva essere sempre accompagnato da un tamburino e da un alfiere con la bandiera del borgo. È assai probabile che il rione Santa Caterina usasse come simbolo il leone di san Marco, che ci richiama all'antica denominazione del rione, detto appunto borgo San Marco.

I colori rosso e celeste, adottati per la prima volta nel 1929, sono stati affiancati negli anni ottanta al giglio e alla ruota dentata: il primo è l'evoluzione della tradizionale palma del martirio, inoltre il giglio d'oro può essere messo in relazione anche all'araldica della casa d'Orléans che dominò la città per un lungo periodo; la seconda è lo strumento per il supplizio di santa Caterina. Nel 2006, il rione ha aggiunto al capo d'oro dello stemma un leone di san Marco rosso, per riferirsi alle radici più antiche.

### Stemma
Lo stemma è costituito da un troncato cuneato di celeste e di rosso, al giglio d'oro attraversante sul tutto e al capo d'oro carico di un leone di san Marco di rosso.
Il rione, nella scelta del simbolo si è ispirato a stemmi e simboli del suo territorio.
Il troncato cuneato infatti era utilizzato dall'hospicium Malabayla, rappresentato soprattutto dalle famiglie Ricci (che utilizzavano un troncato d'argento con tre ricci di castagna fogliati, sopra uno scudo verde), Abellonei e Pulsavano, a cui invece sono tradizionalmente attribuite un'arma con il troncato cuneato dei più nobili Malabayla.
Il giglio, invece, è l'evoluzione della tradizionale palma del martirio di santa Caterina, evoluzione da qualche tempo utilizzata sugli emblemi del rione stesso, al punto da divenire definitivamente eponima.
Un'allusione a radici ancora più antiche è anche il leone di san Marco, posto in capo (parte alta dello scudo), che ci richiama all'antica denominazione del rione, detto appunto "borgo San Marco" un tempo sito nella zona dell'odierna via omonima.

## Partecipazioni e vittorie al palio di Asti
Il rione Santa Caterina partecipava già al palio nel periodo medievale come borgo di San Marco. Era, infatti, uno dei quattro borghi e quattro cantoni in cui era divisa la città di Asti.
Alla fine del Seicento furono soppressi i borghi; al loro posto rimanevano le ventine, sia pure con funzioni più limitate rispetto al passato.
Nella seconda metà del Settecento le ventine erano ormai ridotte a otto, e coincidevano territorialmente con le parrocchie. La ventina di Santa Caterina, coincidendo con la parrocchia omonima, aveva ormai assorbito tutto il territorio dell'antico San Marco.
Tra il XVIII e il XIX secolo, organismi socio-territoriali del rione parteciparono più volte alla corsa del Palio, iscrivendosi alla corsa sotto gli auspici di diverse chiese di pertinenza territoriale di Santa Caterina (priorato della Torre Rossa, Madonna del Portone, la Compagnia di San Lorenzo, chiesa dei SS.Apostoli) riportando due vittorie:
Nel 1929 il borgo di Santa Caterina partecipò alla corsa del palio; il territorio comprendeva l'odierna parrocchia, il borgo Torretta e il rione Cattedrale. I colori furono il rosso e il celeste.
Nel 1967 il rione partecipò al palio sotto la denominazione di Torretta-Santa Caterina, contraddistinto dai colori rosso, blu e bianco.
Nel 1970 i due borghi, per una serie di incomprensioni, si divisero; nacquero quindi i rioni Torretta Santa Caterina e Torretta Nostra Signora di Lourdes, dal nome della nuova chiesa edificata nel quartiere.
In quello stesso anno Torretta Santa Caterina vinse il palio con il fantino Sergio Ruiu detto "il professore" sul cavallo Amedeo. L'anno seguente, per problemi finanziari, Torretta Santa Caterina cessò le sue partecipazioni alla corsa.
Il 10 novembre 1976, dopo che fu redatto lo statuto di Costituzione venne richiesta la partecipazione al palio con i colori rosso e celeste, come nel 1929.
Nel 2003, dopo una rocambolesca finale che vide la squalifica del borgo Tanaro Trincere Torrazzo per scorrettezze nei confronti del Rione San Secondo, il palio venne aggiudicato al rione Santa Caterina con il fantino Giovanni Atzeni detto "Tittia" sul cavallo Ergo Song (Fischietto).
Dopo alcuni anni di anonimato, nel 2010 il rione ottiene il secondo piazzamento (le monete) con Valter Pusceddu detto Bighino.
Sempre con Bighino il Rione si piazza al secondo posto nel Palio del 2019
L'ultima vittoria è del 2014 riportata dal fantino Andrea Mari detto Brio sul cavallo 958.